# Andrew George Blair

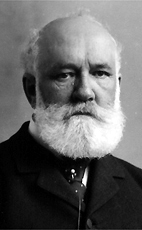
Andrew George Blair

Andrew George Blair PC KC (* 7. März 1844 in Fredericton, New Brunswick; † 25. Januar 1907) war ein kanadischer Politiker der Liberalen Partei. Zwischen 1883 und 1896 amtierte er als Premierminister der Provinz New Brunswick. Anschließend war er von 1896 bis 1903 Abgeordneter des Unterhauses und hatte im 8. kanadischen Kabinett von Premierminister Wilfrid Laurier das Amt des Ministers für Eisenbahnen und Kanäle inne.

## Leben

### Rechtsanwalt, Oppositionsführer und Premierminister von New Brunswick
Blair absolvierte nach dem Schulbesuch ein Studium der Rechtswissenschaften und war nach Abschluss des Studiums als Rechtsanwalt sowie als Lecturer tätig. Für seine anwaltlichen Verdienste wurde er später zum Kronanwalt (King’s Counsel) ernannt.
Im Juni 1878 wurde er als Kandidat der New Brunswick Liberal Association erstmals in die Legislativversammlung von New Brunswick gewählt und vertrat dort zunächst den Wahlkreis York County sowie zuletzt seit 1892 den Wahlkreis York County. Während dieser Zeit war er zwischen Februar 1879 und März 1883 als Vorsitzender der Fraktion der Liberal Party Oppositionsführer in der Legislativversammlung und damit parlamentarischer Gegenspieler der damaligen Premierminister John James Fraser und Daniel Lionel Hanington von der Conservative Party.
Am 3. März 1883 wurde Blair als Nachfolger von Daniel Lionel Hanington schließlich selbst Premierminister von New Brunswick und übte dieses Amt mehr als 13 Jahre lang bis zum 16. Juli 1896 aus. Zugleich fungierte er in dieser Zeit als Attorney General dieser Provinz Kanadas. Während seiner Amtszeit führte er die Liberalen mehrmals erfolgreich bei der Wahl zur Legislativversammlung am 26. April 1886, am 20. Januar 1890, im Oktober 1892 sowie 1895. Die Liberalen erreichten dabei zwischen 25 und 33 Sitze in der 41-köpfigen Versammlung beziehungsweise zuletzt 34 der 46 Sitze bei der Wahl 1895 und konnten die Konservativen dabei jeweils deutlich übertreffen, auf die nur 8 Sitze (1886) und maximal 15 Sitze (1890) entfielen. Damit verfügte Blair jeweils über komfortable absolute Mehrheiten.
Sein Nachfolger als Premierminister New Brunswicks wurde am 17. Juli 1896 James Mitchell.

### Bundesminister und Unterhausabgeordneter
Nach dem Ende seiner Amtszeit als Premierminister von New Brunswick wechselte Blair in die Bundespolitik und wurde am 20. Juli 1896 von Premierminister Wilfrid Laurier als Minister für Eisenbahnen und Kanäle in das 8. kanadische Kabinett berufen. Von diesem Ministeramt trat er am 20. Juli 1903 wegen seiner abweichenden Meinung bezüglich der transkontinentalen Eisenbahnprojekte der Canadian Pacific Railway.
Kurz nach seiner Berufung in das Bundeskabinett wurde er für die Liberale Partei Kanadas am 25. August 1896 bei einer Nachwahl in dem in New Brunswick gelegenen Wahlkreis Sunbury-Queen’s erstmals zum Mitglied des Unterhauses gewählt und vertrat dort seit der Unterhauswahl vom 7. November 1900 bis zu seinem freiwilligen Mandatsverzicht am 28. Dezember 1903 den ebenfalls den ebenfalls in New Brunswick gelegenen Wahlkreis City of St. John.
Henry Albert Harper, ein enger Freund des damaligen Vize-Arbeitsministers und späteren Premierministers William Lyon Mackenzie King, starb im Dezember 1901 beim vergeblichen Versuch, die Tochter von Eisenbahnminister Blair zu retten, die beim Eislaufen in den Ottawa River gefallen war. King regte daraufhin an, zu Harpers Ehren eine Statue zu errichten. Die ihm nachempfundene Galahad-Statue wurde 1905 beim Haupteingang des Parlamentsgebäudes enthüllt. Im darauf folgenden Jahr schrieb King eine heroisierende Biografie über Harper.
Kurz vor seinem Ausscheiden aus dem Unterhaus wurde er am 24. Dezember 1903 Vorsitzender einer Bundeskommission zur Untersuchung der Organisationsmethoden und Systeme bei den Eisenbahnen in den USA und bekleidete diese Funktion bis 1904.
Vier Tage später wurde er mit seinem Ausscheiden aus dem Unterhaus am 28. Dezember 1903 Chefkommissar und damit Vorsitzender der kanadischen Eisenbahnkommission und bekleidete diese Funktion bis zu seinem Tod am 25. Januar 1907. Sein damaliger Stellvertreter war Michel Esdras Bernier, der zuvor Minister für Inlandsteuern im 8. kanadischen Kabinett war.
Blair war der Großvater mütterlicherseits von Francis Andrew Brewin, der zwischen 1962 und 1978 ebenfalls Unterhausmitglied war. Sein Urenkel John F. Brewin war von 1988 bis 1993 auch Mitglied des Unterhauses.